# Gödel, Escher, Bach: un Eterno y Grácil Bucle
Gödel, Escher, Bach: un eterno y grácil bucle (Gödel, Escher, Bach: an Eternal Golden Braid, abreviado GEB por el mismo autor) es un libro de Douglas R. Hofstadter, publicado en 1979 por Basic Books y ganador del Premio Pulitzer. El título de la primera edición en español fue Gödel, Escher, Bach: una eterna trenza dorada, pero fue sustituido por el título actual para respetar el juego de iniciales propuesto por el autor: GEB:EGB. Un nuevo prefacio de Hofstadter acompañó a la edición en inglés en el vigésimo aniversario, que no tiene más cambios, publicada en 1999.
El tema central es cómo interactúan los logros creativos del lógico Kurt Gödel, del artista Maurits Cornelis Escher y del compositor Johann Sebastian Bach. Como el autor indica: "Me di cuenta de que Gödel, Escher y Bach eran solamente sombras dirigidas en diversas direcciones de cierta esencia sólida central. Intenté reconstruir el objeto central, y llegué con este libro." Hofstadter se pregunta: "¿Siguen las palabras y las ideas reglas formales o no?" En el prefacio de la edición del vigésimo aniversario, Hofstadter lamenta que su libro haya sido malinterpretado como una mezcolanza de cosas ingeniosas sin un tema central. Señaló: "GEB es una tentativa muy personal de decir cómo es que los seres animados pueden surgir a partir de la materia inanimada. ¿Qué es un 'uno mismo', y cómo puede surgir un "uno mismo" de cosas tan faltas de ser tales como una piedra o un charco?".

## Estructura
El libro tiene la forma de una interacción entre varias narrativas. Los capítulos principales se alternan con diálogos entre los personajes imaginarios, inspirados por la narración de Lewis Carroll Lo que la tortuga le dijo a Aquiles, que aparece en el libro. En este, Aquiles y la tortuga discuten una paradoja relativa a los modus ponens. Hofstadter basa los otros diálogos en este, y presenta al cangrejo y a un genio, entre otros. Estas narrativas se sumergen con frecuencia en la autorreferencia y la metaficción.
Los juegos de palabras caracterizan prominentemente la obra. Algunos retruécanos pueden ser absolutamente atroces, pero perdonables por la amplitud de la conexión que hacen con las ideas: "el MagnifiCrab, de hecho" (the Magnificrab, Indeed, alude al Magnificat en Re, de Bach), "SHRDLU, juguete del diseño humano" (Toy of Man's Designing, alude al coral, de Bach Jesu, Joy of Man's Desiring - Jesús, alegría de los hombres) y a la "Teoría de los Números Tipográfica" (TNT), que inevitablemente reacciona explosivamente cuando procura hacer declaraciones sobre sí mismo, como el TNT.
TNT es una ilustración del teorema de la incompletitud de Gödel, y en el libro se presentan otras analogías al respecto; por ejemplo, un fonógrafo que se destruye tocando una grabación titulada "No puedo ser tocada en el reproductor X". Este es un ejemplo de un bucle extraño, un término acuñado por Hofstadter para describir las cosas que hablan sobre sí mismas o que se refieren nuevamente a sí mismas, como por ejemplo la litografía de Escher Dos manos que se dibujan (véase algoritmo recursivo y autorreferencia).
Hofstadter lleva a los lectores a lo largo de muchos tipos de rutas para escapar de estas contradicciones lógicas. En última instancia, los cuentos de los maestros zen despiertan en nuestras mentes con los koans que nos fuerzan a pensar fuera de la caja y abrazar esas paradojas con Mu (無).
Hay otras historias coloridas sobre "SHRDLU, la estructura alternativa de la unión", acerca de uno mismo engullendo pantallas de televisión, y la forma musical del canon. Habla también acerca de las paradojas de Zenón y de las colonias de hormigas sabias. Una pregunta clave en el libro es: "¿Cuándo son iguales dos cosas?" Otra paradoja, la ley auto-referencial de Hofstadter, la hizo al modo de la cultura geek:

Te va a llevar más tiempo del que piensas, incluso si tienes en cuenta la ley de Hofstadter.

Las call stacks ("llamada de pila/rutina") también se abordan en el libro mientras un diálogo describe las aventuras de Aquiles y la tortuga cuando hacen uso de tónicos "que empujan" y "que hacen estallar". Incorporar una ilustración a un libro contaría como "empujando", incorporar una ilustración a un libro dentro de una ilustración en un libro habría causado un doble "empujar", y "que hacen estallar" se refiere a salir de nuevo al nivel anterior de la realidad. La tortuga comenta, con humor, que un amigo suyo usó el "hacer estallar" mientras estaba en su estado actual de realidad y desde entonces no se oyó más de él. (¿Acaso su amigo dejó simplemente de existir, o habrá alcanzado un nivel más alto de realidad, es decir, el mismo nivel de realidad en el cual los lectores de GEB residen actualmente?) Las secciones siguientes analizan los principios básicos de la lógica, las declaraciones autorreferenciales (typeless), los sistemas e incluso la programación. 
Un diálogo particularmente significativo en el libro aparece ingeniosamente escrito en forma de canon retrógrado, en el cual cada línea antes del punto medio corresponde a una línea idéntica pasado el punto medio, si bien la conversación da una sensación extraña, debido al uso de frases comunes que pueden usarse como saludos o como despedidas ("Buen día") y la colocación de las líneas que, bajo cercana inspección, dobla como una respuesta a una pregunta en la línea siguiente.
Un rompecabezas muy enervante (en el diálogo Aria con diversas variaciones) es una especulación referente a un autor que escribe un libro y elige terminar el libro sin interrumpir realmente el texto, como es habitual. Un autor no puede hacer una conclusión repentina (esto es, considerando la trama) como una sorpresa, cuando el hecho físico de que hacen falta solamente unas páginas para terminar el libro es obvio para el lector; así que el autor concluye el tema principal, y entonces continúa escribiendo, pero se dejan pistas al lector de que el final ya pasó, tales como una prosa vaga y desenfocada, oraciones erróneas o contradicciones. Entonces, al leer las últimas partes pasadas de ese mismo diálogo - o, algunos dirían, GEB en su totalidad como un juego de la forma y de la función - las singularidades pueden notarse. Además, pocos lectores han notado que el libro comienza con una señal al "autor", seguramente una broma sobre la idea de que el libro entero es realmente un largo monólogo de Hofstadter.

## Traducción
El libro fue considerado un tiempo como intraducible, dado que da gran énfasis en los así llamados "retruécanos estructurales", como en el diálogo del canon retrógrado, que se lee exactamente igual, oración por oración, tanto al derecho como al revés, exceptuando el voilá del primer fragmento que es sustituido por viola en el segundo.
La traducción resultó una tarea compleja, que ha dado lugar a nuevos materiales e interacción entre los traductores y Hofstadter. Por ejemplo, en el idioma chino, el subtítulo no es una traducción de an Eternal Golden Braid ("una Eterna Trenza de Oro"), sino una frase aparentemente sin relación (y absurda) Jí Yì Bì (集异璧, literalmente "colección de jade exótico") que resulta ser homofónica con GEB. Puede hallarse información respecto a esta interacción en el libro de Hofstadter Le Ton beau de Marot, que trata principalmente acerca de la traducción.

## Personajes citados enGEB
- Charles Babbage
- Johann Sebastian Bach
- Lewis Carroll
- Maurits Cornelis Escher
- Kurt Gödel
- Marvin Minsky
- René Magritte
- Alan Mathison Turing

## Campos de estudio tratados enGEB
- autorreferencia, recursión, bucles extraños
- biología molecular
- cerebro, mente y cognición
- conciencia: autoorganización, sensación emergente de identidad (por ejemplo, "Yo soy una oración verdadera, y lo que declaro es que no puedo ser comprobada dentro de este sistema al que pertenezco" o "Yo soy verdadero, pero mi verdad transciende este universo")
- genética
- holismo y reduccionismo
- inteligencia artificial
- isomorfismos y significado
- lenguaje de programación Lisp
- libre albedrío y determinismo
- lógica
- metamatemática
- paradoja
- capas yuxtapuestas de significado, contrapunto, semiótica, códigos
- simetría
- sintaxis y semántica
- sistema formal
- teoría de la computabilidad
- teoría de números
- tipografía
- yo
- zen

## Yo soy un extraño bucle
Como continuación de GEB, D. R. Hofstadter publicó Yo soy un extraño bucle, donde explica más detalladamente el surgimiento de la conciencia (el yo, la autorreferencia, el alma) en el ser humano a partir de ejemplos simples (los bucles en las cámaras de video conectadas a monitores) que se van complejizando.